# Emilio Urbano
Emilio Urbano (ur. 24 września 1975 w Neapolu) – włoski rysownik i projektant, znany z długiej kariery w studiach Walta Disneya i Marvel Comics.
Urodził się w Neapolu w 1975 roku, w 2006 roku ukończył Akademię Sztuk Pięknych w Foggii.
W przypadku Disneya zajmował się projektowaniem okładek książek poświęconych klasykom oraz szkicami gadżetów połączonych z produktami z Myszką Miki lub cukierniczymi. Zaprojektował serię Monsters and Pirates, zaprojektował również Friends of Paw (Simba i Lion King) oraz WITCH i komiks Ratatouille.

## Opowieści narysowane[3]
- Donald Duck i tele-raise – Topolino: 3134 – scenariusz: Vito Stabile
- Kaczor Donald i turyści dla domu – Topolino: 3115 – Scenariusz: Massimiliano Valentini
- Doubleduck – jak gra – Mickey Mouse: 3114 – Scenariusz: Vito Stabile
- Scrooge dostaje się do dwóch – Topolino: 3101 – Scenariusz: Vito Stabile
- Historia pierwszej strony – Wujek Sknerus i wyzwanie 50 $ – Koniec gry – Topolino: 3089 – Scenariusz: Giorgio Salati
- Wujek Sknerus i wyzwanie 50 $ – Pierwsza pensja – Topolino: 3088 – Scenariusz: Giorgio Salati
- Wujek Sknerus i wyzwanie 50 $ – Nowy początek – Topolino: 3087 – Scenariusz: Giorgio Salati
- Wujek Sknerus i wyzwanie 50 $ – Nie Klondike – Topolino: 3086 – Scenariusz: Giorgio Salati
- Nonna Papera i fantom opery – Topolino: 3066 – Scenariusz: Blasco Pisapia
- Babcia Kaczka i tajemnica podróżnika pomidora – Topolino: 3017 – Scenariusz: Augusto Macchetto
- Weird West Mickey – Diligence for Ghost Town – Topolino: 3011 – Scenariusz: Stefano Ambrosio
- Opiekunowie tajemnicy – Indiana Goofs i długopis Leonarda – Topolino: 3007 – Scenariusz: Bruno Sarda
- Babcia Kaczka i miejski ogród warzywny z inurbanem – Topolino: 3002 – Scenariusz: Augusto Macchetto
- Opiekunowie tajemnicy – Indiana Goofs i porozumienie diaboliczne – Topolino: 2985 – Scenariusz: Bruno Sarda
- Strażnicy tajemnicy – Indiana Goofs i sejmitar Czyngis-chana – Topolino: 2951 – Scenariusz: Bruno Sarda
- Kaczor Donald i skarb z przeszłości – Topolino: 2920 – Scenariusz: Valentina Camerini